# Karol Palka
Karol Andrzej Palka – polski matematyk, doktor habilitowany, dyrektor Instytutu Matematycznego Polskiej Akademii Nauk.
Absolwent I Liceum Ogólnokształcącego w Wałbrzychu oraz Wydziału Matematyki, Informatyki i Mechaniki Uniwersytetu Warszawskiego, gdzie uzyskał tytuł magistra w 2004 roku. W 2010 roku uzyskał tytuł magistra fizyki na Wydziale Fizyki Uniwersytetu Warszawskiego.
Odbył staże w McGill University, Université du Québec à Montréal i Concordia University.
Doktoryzował się w 2009 roku na Uniwersytecie Warszawskim, habilitację uzyskał w 2018 w Instytucie Matematycznym Polskiej Akademii Nauk w którym jest zatrudniony od października 2011 roku.
Jego zainteresowania badawcze dotyczą teorii otwartych rozmaitości zespolonych.
Prowadził wykłady na Uniwersytecie Warszawskim, uniwersytetach w Kanadzie oraz dla Krajowego Funduszu na rzecz Dzieci.
W 2017 roku otrzymał Nagrodę im. Wacława Sierpińskiego od Wydziału Nauk Ścisłych i Nauk o Ziemi PAN. Był stypendystą Fundacji na Rzecz Nauki Polskiej, Narodowego Centrum Nauki oraz Ministerstwa Nauki i Szkolnictwa Wyższego (stypendium dla wybitnych młodych naukowców, Iuventus Plus).